# Commander Keen - Episode Six: Aliens Ate My Babysitter
 (mai 2019).
Si vous disposez d'ouvrages ou d'articles de référence ou si vous connaissez des sites web de qualité traitant du thème abordé ici, merci de compléter l'article en donnant les références utiles à sa vérifiabilité et en les liant à la section « Notes et références ».
Commander Keen - Episode Six: Aliens Ate My Babysitter est un jeu vidéo de plate-forme sorti en 1991 et fonctionne sur DOS, il est le septième et dernier épisode de la série Commander Keen. Développé par Id Software et édité par Apogee Software et Activision, le jeu a été conçu par John Carmack et Tom Hall.

## Trame
Lorsque la babysitter de Billy (Commander Keen) a été enlevée, ce dernier part alors à sa rescousse sur la planète des Bloogs, ses ravisseurs : Fribbulus Xax.